# دهستان کوهک (سراوان)
دهستان کوهک، یکی از دهستان‌های بخش مهرگان شهرستان سراوان در استان سیستان و بلوچستان است. مرکز این دهستان، روستای کوهک است.

## جمعیت
بر پایه سرشماری عمومی نفوس و مسکن در سال ۱۳۹۵، جمعیت دهستان کوهک برابر با ۵٬۳۵۰ نفر بوده‌است.